# Ferdinand Hartmann (Maler)

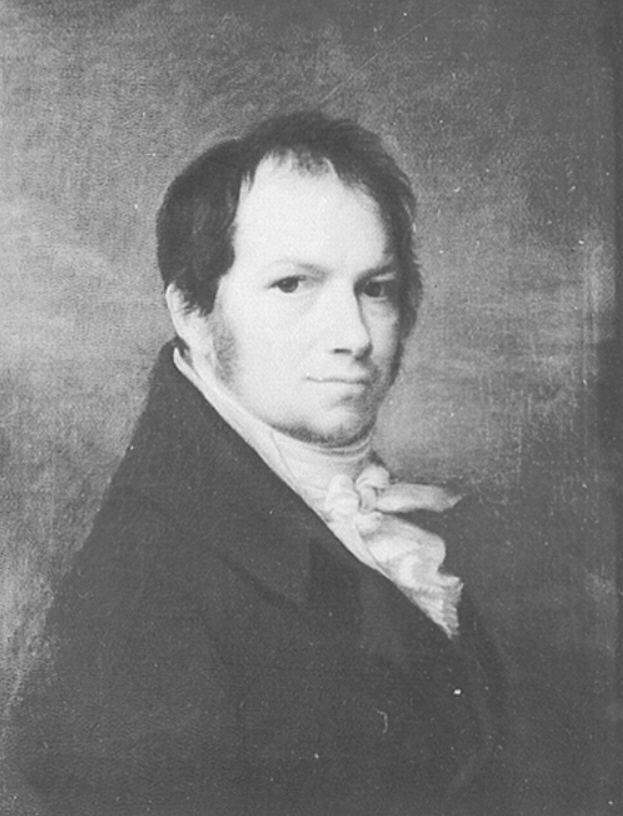
Ferdinand Hartmann; Selbstporträt um 1815

Christian Ferdinand Hartmann (* 14. Juli 1774 in Stuttgart; † 6. Januar oder Juni 1842 in Dresden) war Historienmaler und seit 1811 Mitglied der Preußischen Akademie der Künste, Berlin, in der Sektion für die Bildenden Künste.

## Familie
Ferdinand Hartmann war der jüngste Sohn des herzoglich-württembergischen Hof- und Finanzrats Johann Georg Hartmann (1731–1811), eines Stuttgarter Freimaurers, und der Juliane Friederike (geb. Spittler) (1736–1799), der Tochter des Bürgermeisters von Cannstatt. Er hatte sechs Geschwister, eine Schwester und fünf Brüder, darunter Johann Georg August von Hartmann, Staatsrat und Präsident der Oberrechnungskammer in Württemberg, Friedrich von Hartmann, Arzt und Naturforscher (Paläontologe) sowie Ludwig von Hartmann, Unternehmer.
Bedeutsam war Ferdinand Hartmanns Vaterhaus als literarischer Salon, das „Hartmannsche Haus“, das später von Johann Georg August Hartmann und dann von dessen Schwiegersohn Georg Reinbeck weitergeführt wurde; man nannte es nun das „Hartmann-Reinbecksche Haus“. In diesen Salons verkehrten viele bedeutende Persönlichkeiten: Friedrich Christoph Oetinger, Goethe, Schillers Eltern und gelegentlich Schiller selbst, dann auch Friedrich Hölderlin, später Justinus Kerner, Ludwig Uhland, Gustav Schwab, Friedrich Rückert und viele andere bis hin zu Nikolaus Lenau.

## Leben und Werk
Von 1786 bis 1794 studierte Ferdinand Hartmann Malerei an der Hohen Karlsschule in Stuttgart. Danach ging er von 1794 bis 1798 nach Rom. Anschließend wurde er Mitglied der Malerakademie zu Stuttgart. 1801 erhielt er für Hektors Abschied (Anhaltische Gemäldegalerie Dessau) den Weimarer Goethe-Preis. Seit 1803 wohnte er auf Vermittlung der Fürstin Luise von Anhalt-Dessau, geb. Prinzessin von Brandenburg-Schwedt (1750–1811), in Dresden. Dort kam er mit dem Schriftsteller Heinrich von Kleist während dessen Dresdner Zeit, die vom August 1807 bis zum Mai 1809 währte, in freundschaftliche Verbindung. Im Oktober 1810 berief man Hartmann als Professor an die Akademie zu Dresden. Von 1820 bis 1823 war er wieder in Rom. Seit 1825 war er Mitglied im Direktorium der Dresdner Kunstakademie. Er galt als einer der fruchtbarsten Vertreter des Klassizismus.
Hartmann machte Heinrich von Kleist auf die Vorlesung von Gotthilf Heinrich von Schubert aufmerksam, in der Schubert die magnetischen Heilbehandlungen des Heilbronner Arztes Eberhard Gmelin würdigte.
Die Beschreibung einzelner von Gmelin geleiteten Séancen kann nach Ansicht mancher Forscher eine Anregung auf Kleists Ritterschauspiel Das Käthchen von Heilbronn oder Die Feuerprobe ausgeübt haben. Neuerdings wurde darauf hingewiesen, dass sich auch durch eine familiäre Beziehung von Kleists Malerfreund Ferdinand Hartmann ein für den Dramatiker wichtiger Lokalbezug zu Heilbronn und zur Reichsritterschaft ergeben haben kann. Hartmanns einzige Schwester, Johanna Henriette Friederike Mayer, geb. Hartmann (1762–1820), Ehefrau des reichsritterschaftlichen Juristen Lic iur. Friedrich Christoph Mayer (1762–1841), wohnte vom Frühjahr 1797 bis 1803 und wieder vom November 1809 bis zu ihrem Tode in Heilbronn, zwischendurch, 1803–1809 im nahen, bis 1806 ritterschaftlichen Ort Kochendorf. Ihre Tochter, also eine Nichte von Kleists Freund Hartmann, Juliane Auguste, geb. Mayer (* 17. Februar 1789; † 18. Juli 1843), war nachmals mit dem gebürtigen Heilbronner Johann Clemens Bruckmann (1768–1835) verheiratet, der 1822–1835 dort als Stadtschultheiß amtierte.
Dass ein späteres Heilbronner Stadtoberhaupt Schwiegersohn bei der Heilbronner Schwester des einstigen Kleistfreunds Hartmann wurde, ist für das grundsätzlich Heilbronn einbeziehende Beziehungsgeflecht Kleists bezeichnend.

## Werke
- Helena von Venus und Amor zu Paris geführt; Zeichnung, 1799
- Hektors Abschied, Öl auf Holz, 1801, Anhaltische Gemäldegalerie Dessau
- Eros und Anteros, Ölgemälde, 1803, Anhaltische Gemäldegalerie Dessau
- Die drei Marien am Grabe, 1807, Kriegsverlust, ehem. St. Johanniskirche Dessau
- Sitzende Dame am Meer; Aquarell
- Entenjagd; Sepiazeichnung, 1833
- Die Kinder Edmund und Isabella mit Hündchen, Ölgemälde, München, 1835
- Die schöne Bertha, Ölgemälde, München, München, 1835
- Der Finanzminister Ludwigs I, Ölgemälde, München, 1837
- Die Frau des Finanzministers, Ölgemälde, München, 1837
- Mädchen am Klavier, Ölgemälde, München, 1837